# Rezerwat przyrody Ostrzycki Las
Rezerwat przyrody "Ostrzycki Las" (kaszub. Òstrzëcczé Las) – leśny rezerwat przyrody na Pojezierzu Kaszubskim na obszarze Kaszubskiego Parku Krajobrazowego, nad zachodnim brzegiem Jeziora Ostrzyckiego. Został utworzony w 1960 roku. Powierzchnia rezerwatu wynosi obecnie 60,55 ha (w chwili utworzenia zajmował 16,79 ha, w 1989 roku został powiększony do 55,13 ha).
Ochronie rezerwatu podlega głównie buczyna, tj. las z dominacją buka, wykształcona tu w kilku odmianach – kwaśnej, żyznej oraz nawapiennej buczyny storczykowej, istniejącej tu dzięki pokładom kredy jeziornej. Znajdują się tu również stanowiska licznych gatunków roślin podlegających ochronie, m.in. storczykowate (np. storzan bezlistny, obuwik pospolity, kruszczyk szerokolistny, buławnik czerwony), a także widłaki i elementy flory typowo podgórskiej, np. tojad dzióbaty. Łącznie na terenie rezerwatu stwierdzono występowanie ponad 400 gatunków roślin naczyniowych, 16 z nich jest objętych ochroną ścisłą, a 8 – częściową.
Rezerwat leży na gruntach Skarbu Państwa w zarządzie Nadleśnictwa Kartuzy. Nadzór sprawuje Regionalny Dyrektor Ochrony Środowiska w Gdańsku. Na mocy obowiązującego planu ochrony ustanowionego w 2015 roku, obszar rezerwatu objęty jest ochroną czynną.
Rezerwat „Ostrzycki Las” leży w obrębie obszaru Natura 2000 Uroczyska Pojezierza Kaszubskiego PLH220095. 
Najbliższe miejscowości to Ostrzyce, Nowe Czaple i Pierszczewko.